# 吉诺萨
吉诺萨（義大利語：Ginosa），是意大利塔兰托省的一个市镇。总面积187平方公里，人口22683人，人口密度121.3人/平方公里（2009年）。ISTAT代码为073007。